# グレイテスト・アイドル
『グレイテスト・アイドル』は、2013年11月6日にソニー・ミュージックダイレクトより発売されたMitchie Mのスタジオ・アルバムである。規格品番は、初回生産限定盤がMHCL-2373〜5、通常盤がMHCL-2376〜7。

## 概要
ジャケットイラストは貞本義行が担当。かねてより初音ミクに興味を持っていたという貞本が、Mitchie Mの楽曲を聴いた上でジャケットイラストの打診を引き受けた。。初回生産限定盤はLPサイズの限定ジャケット。

## 収録曲
- 作詞・作曲・編曲：Mitchie M（特記除く）

### CD
（特記を除き、全作詞・作曲：Mitchie M）
1. FREELY TOMORROW feat. 初音ミク
  - 作詞：ЯIRE、Mitchie M
2. アゲアゲアゲイン feat. 初音ミク
セガ「初音ミク Project mirai 2」テーマ曲。
3. 愛Dee feat. 初音ミク with 巡音ルカ
  - 作詞：Cotori、Mitchie M
4. ビバハピ feat. 初音ミク
5. Bye Bye Blue Memory feat. 初音ミク
新曲。
6. Aizu〜会津〜 feat. 初音ミク
新曲。
7. イージーデンス feat. 初音ミク
  - 作詞：ЯIRE
8. 悲しみは愛情のように feat. 初音ミク
新曲。
9. 短気呑気男子 feat. 初音ミク
「REALISTIC VIRTUAL SINGING」にて収録済みであるが、一般流通盤では初収録。
10. アイドルを咲かせ feat. 初音ミク
11. Believe (ver.HD) feat. 初音ミク
  - 作詞・作曲：田辺智沙

樋口智恵子のカバー曲。ニンテンドー3DSソフト「スーパーロボット大戦UX」収録曲のフルバージョン。未発表曲。
12. シティー・ボーイ feat. 初音ミク
  - 作詞・作曲：中嶋一徳

8 1/2のカバー曲。「初音ミクsingsニューウェイヴ」に収録。
13. Birthday Song for ミク feat. 鏡音リン・レン, 巡音ルカ, KAITO, MEIKO

### DVD

#### 初回限定盤DVD
1. FREELY TOMORROW
  - ディレクター：yama_ko
2. イージーデンス
  - ディレクター：ライクーP
3. 愛Dee
  - ディレクター：yama_ko
4. Birthday Song for ミク
  - ディレクター：llcheesell
5. アイドルを咲かせ
  - ディレクター：Gたま（ネコ系）
6. ビバハピ
  - ディレクター：cort、TOHRU MiTSUHASHi
7. アゲアゲアゲイン
  - ディレクター：TOHRU MiTSUHASHi
8. FREELY TOMORROW (初音ミク Project DIVA Arcade Ver.)

#### 通常盤DVD
1. 愛Dee
2. Birthday Song for ミク
3. アイドルを咲かせ
4. ビバハピ
5. アゲアゲアゲイン